# Yamane Erina
Yamane Erina (山根 恵里奈, sinh ngày 20 tháng 12 năm 1990) là một cầu thủ bóng đá nữ người Nhật Bản.

## Đội tuyển bóng đá nữ quốc gia Nhật Bản
Yamane Erina thi đấu cho đội tuyển bóng đá nữ quốc gia Nhật Bản từ năm 2010 đến 2017.

## Thống kê sự nghiệp
| Nhật Bản  | Nhật Bản | Nhật Bản |
| Năm       | Trận     | Bàn      |
| --------- | -------- | -------- |
| 2010      | 1        | 0        |
| 2011      | 0        | 0        |
| 2012      | 0        | 0        |
| 2013      | 3        | 0        |
| 2014      | 9        | 0        |
| 2015      | 5        | 0        |
| 2016      | 3        | 0        |
| 2017      | 2        | 0        |
| Tổng cộng | 23       | 0        |